# 復活 (ザ・テンプターズの曲)
「復活」（ふっかつ）は1970年3月にザ・テンプターズがリリースした10枚目のシングルである。

## 解説
- 全国ヤング歌謡フェスティバル参加曲。
- 合唱団との歌唱や、楽器面では、アコースティック・ギターやハモンドオルガン（「俺のものはなにもない」）をフィーチャーするなど、今までのシングルにない試みが行われている。

## 収録曲
1. 復活（3分22秒）ソロ：萩原健一
  - 作詞:なかにし礼／作曲・編曲:川口真
2. 俺のものはなにもない（3分37秒）ソロ：萩原健一
  - 作詞・作曲:松崎由治